# Drapeau de la Picardie
 (avril 2016).
Si vous disposez d'ouvrages ou d'articles de référence ou si vous connaissez des sites web de qualité traitant du thème abordé ici, merci de compléter l'article en donnant les références utiles à sa vérifiabilité et en les liant à la section « Notes et références ».

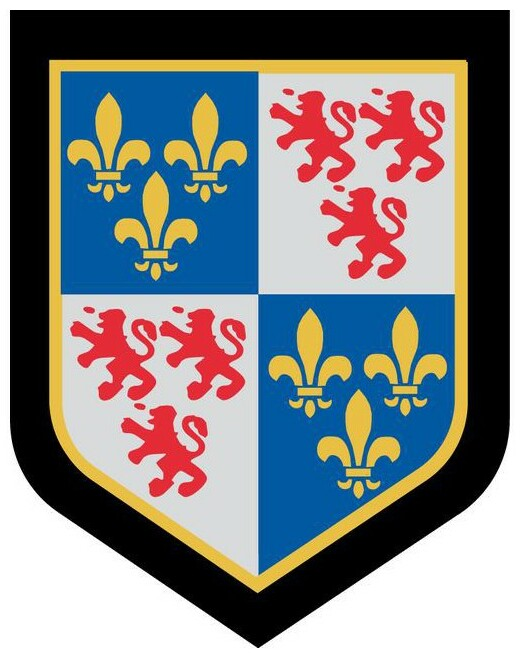
Écusson brodé pour la région de gendarmerie de Picardie

Le drapeau de la Picardie est le drapeau créé à partir des armoiries de l'ancienne province de Picardie.

## Historique

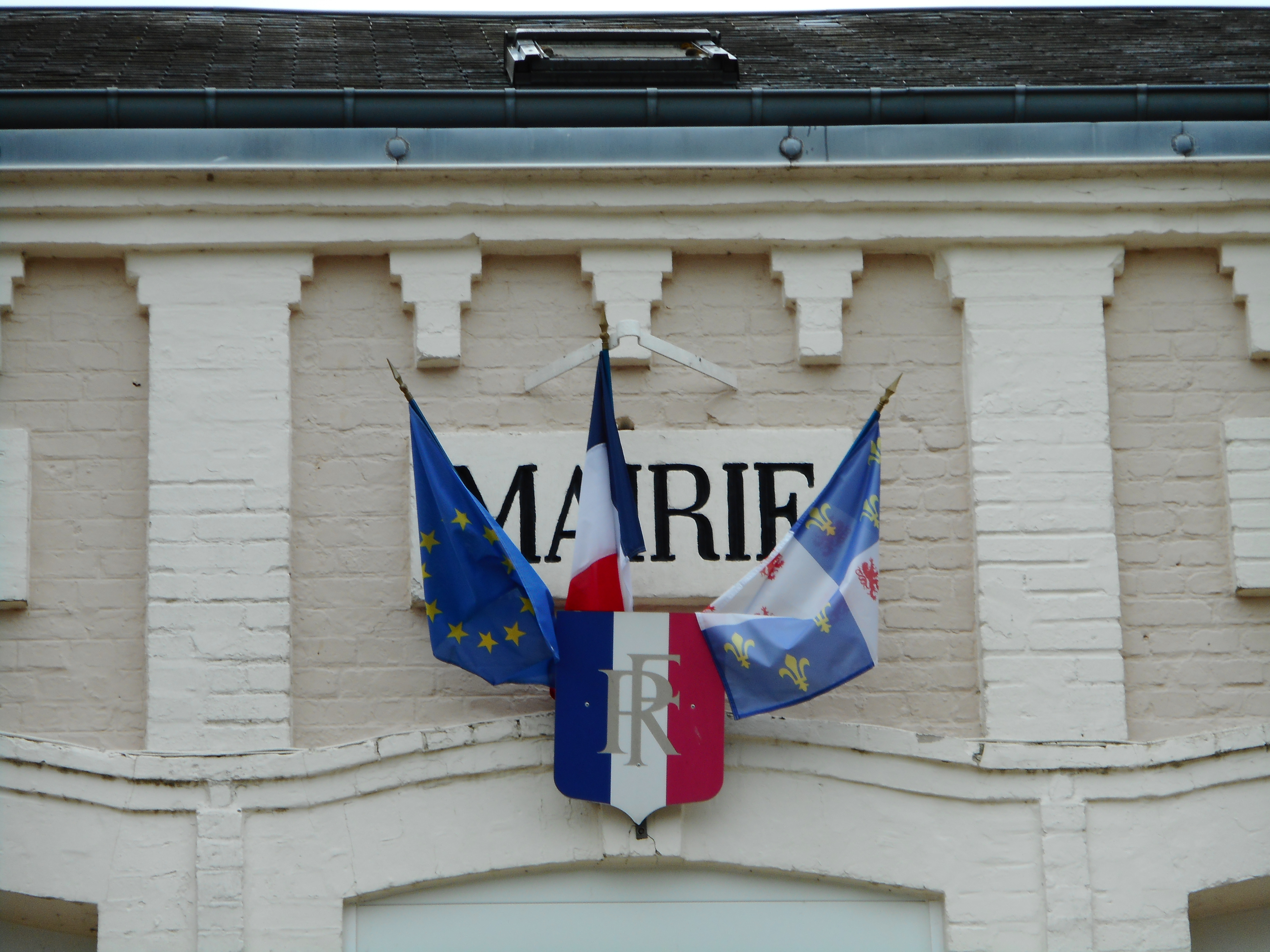
Drapeau de la Picardie, en compagnie du drapeau français et du drapeau européen, au fronton de la mairie d'un village picard.

Les armoiries de la Picardie se blasonnent ainsi : Écartelé au premier et au quatrième d'azur aux trois fleurs de lys d'or ; au deuxième et au troisième d'argent aux trois lionceaux de gueules. L'origine du blason est incertaine mais il est attesté en 1640.
Les armes de la Picardie ont été établies à partir des armes de la « nation picarde » de l'université de Paris qui nous sont connues par des sceaux datant du XVIe siècle. Les fleurs de lys symbolisent l'appartenance au royaume de France, les lions rappellent les liens de la Picardie avec les provinces du nord : Flandre, Brabant, Hainaut, Luxembourg.
Le drapeau ainsi constitué ne fut jamais le drapeau du conseil régional de Picardie qui lui préféra un dessin stylisé rappelant les trois départements : Aisne, Oise et Somme. Le drapeau du Conseil régional était arboré sur les bâtiments lui appartenant. Il fut à l'origine du logo de la région Picardie.

Cependant, le drapeau rappelant les armoiries de la Picardie est utilisé lors de manifestations culturelles ou de loisirs, par des particuliers voire certaines collectivités, et orne des lieux picards emblématiques. La gendarmerie nationale utilise les armoiries de la Picardie sur son uniforme dans les trois départements picards : Aisne, Oise et Somme.

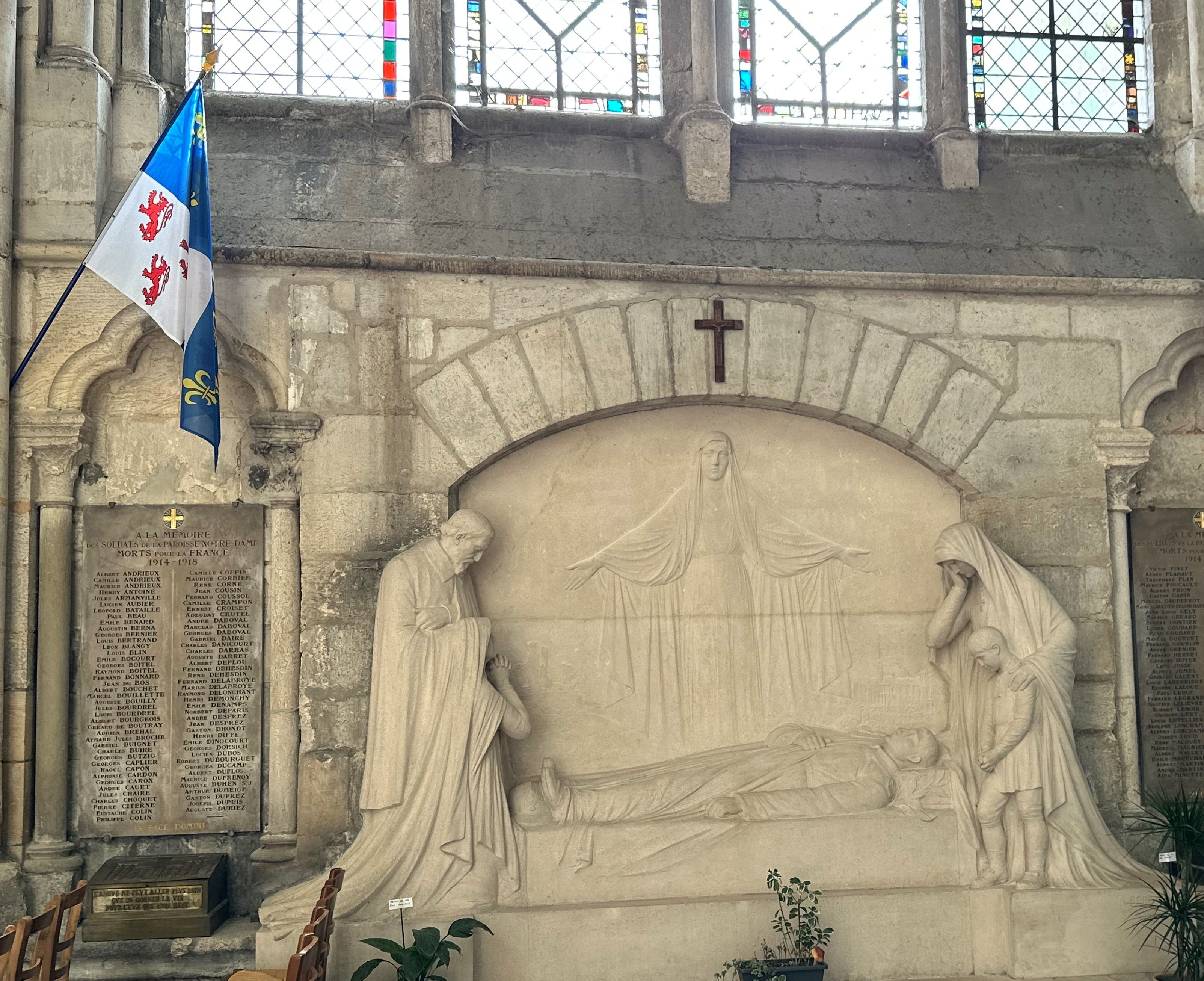
Drapeau dans la cathédrale d'Amiens.
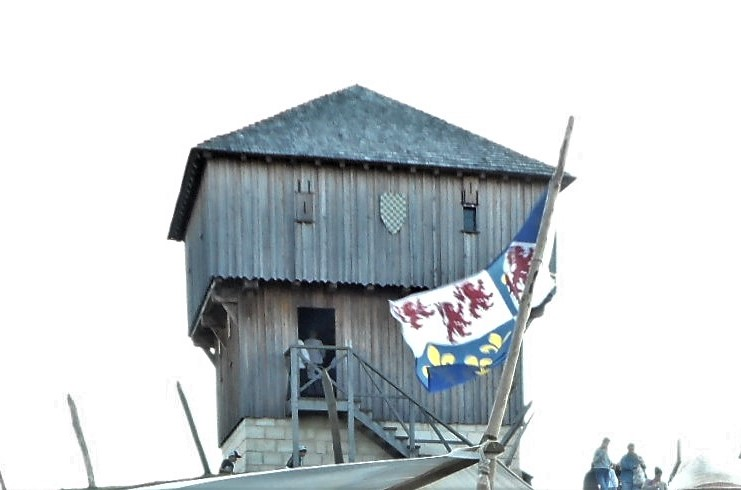
Drapeau picard devant la tour de Lassigny (Vermandois).
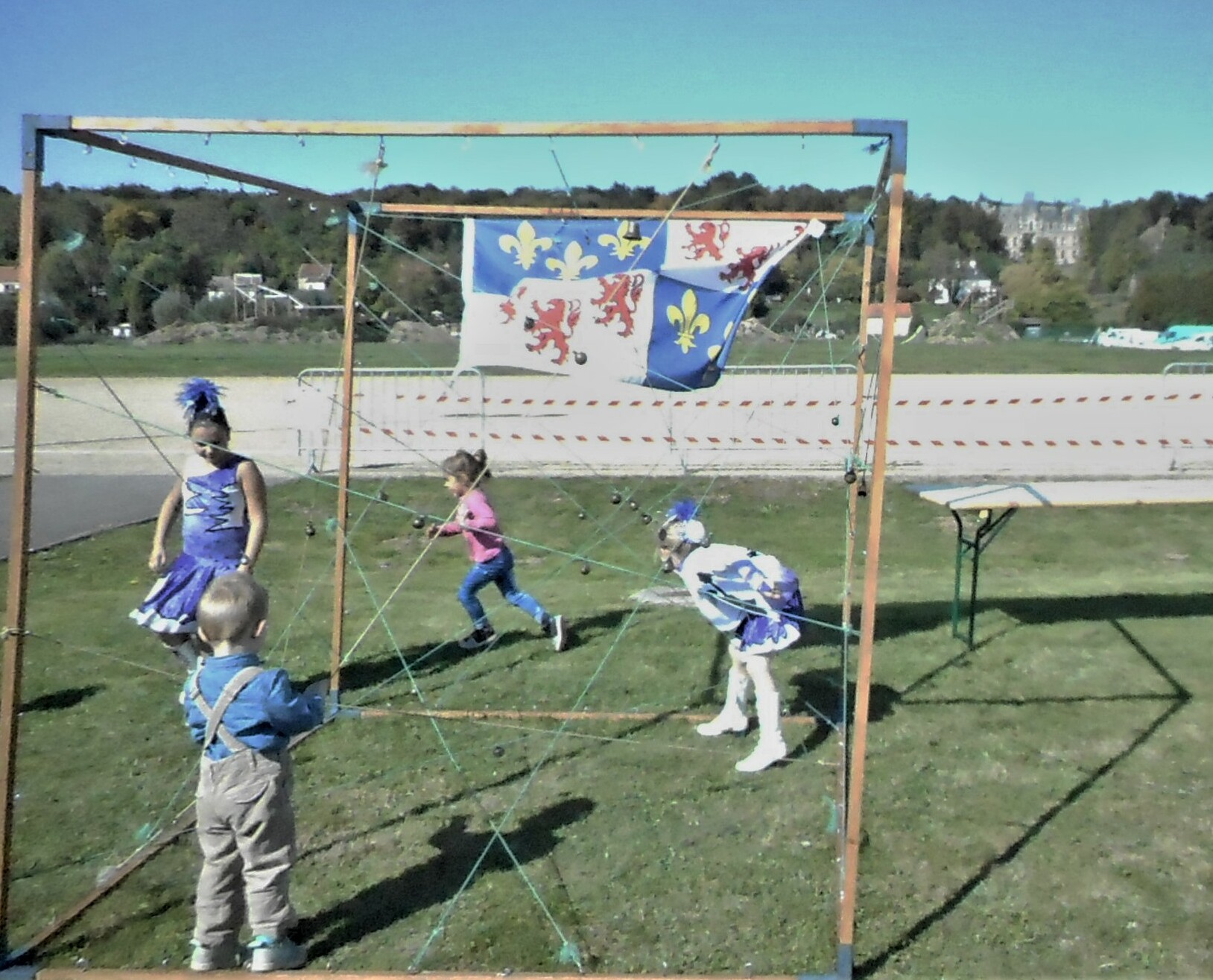
Enfants dans un jeux picard autour du drapeau picard à Flixecourt.
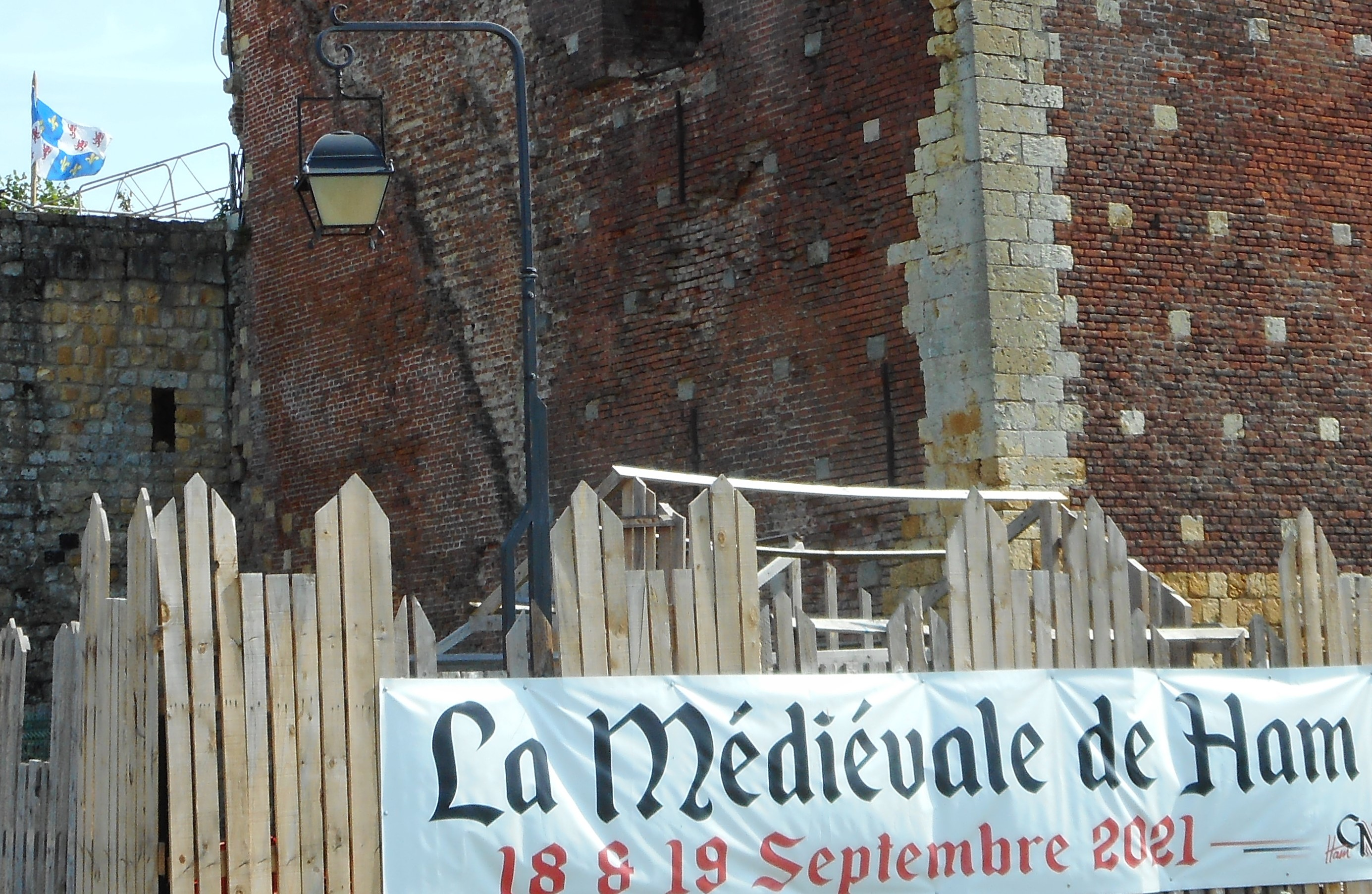
Drapeau de la Picardie au château de Ham.